# Angelo Cino
Angelo Cino, dit le cardinal de Recanati (né à Bevagna en Ombrie, Italie, alors dans les États pontificaux, et mort à Pise en 21 juin 1412), est un cardinal italien du XVe siècle.

## Biographie
Angelo Cino est nommé évêque de Recanati et Macerata en 1385 et est nommé collecteur en 1387 et légat apostolique en 1409 de la Marche d'Ancône.
Le pape Grégoire XII le crée cardinal lors du consistoire du 19 septembre 1408. Le cardinal Cino est vice-chancelier de la Sainte-Église.